# Concerto grosso
Concerto grosso ([konˈtʃɛrto ˈɡrɔsso]; l.m. concerti grossi [konˈtʃɛrti ˈɡrɔssi]; z języka wł. duży koncert) – typ instrumentalnego koncertu barokowego, charakteryzujący się współzawodniczeniem partii grupy instrumentów solowych (concertino) z partią całej orkiestry (tutti).

## Historia
Pierwsze utwory z cechami charakterystycznymi dla concerto grosso komponował prawdopodobnie Alessandro Stradella w drugiej połowie XVII wieku, jednak nie nazywał on swoich utworów nazwą obecną. Jako pierwszy nazwy concerto grosso użył  Giovanni Lorenzo Gregori.
Pierwszym ważnym kompozytorem używającym nazwy concerto grosso był Arcangelo Corelli. Wzorem dla koncertów Corellego była sonata barokowa da chiesa i da camera. Po śmierci Corellego został opublikowany zbiór jego dwunastu Concerti grossi op. 6. Wkrótce zdobyły one olbrzymią popularność w całej Europie. Francesco Geminiani i Giuseppe Torelli pisali concerti grossi w stylu Corellego, miał on także wpływ na twórczość Antonia Vivaldiego.

## Rodzaje concerto grosso
Za czasów Corellego wyodrębniły się dwa rodzaje concerto grosso: concerto da chiesa (koncert kościelny) oraz concerto da camera (koncert kameralny). Concerto da chiesa był bardziej formalny, występowały w nim na przemian części powolne (largo, adagio) i szybkie (allegro). Concerto da camera miał charakter suity poprzedzonej preludium i zawierającej wiele popularnych w tych czasach form tanecznych. Ten podział zaczął się później zacierać.
We Włoszech popularnym rodzajem był także koncert pastoralny.

## Rozwój concerto grosso

### Obsada
Tutti (zwane też ripieni lub concerto) było początkowo małą orkiestrą smyczkową. Instrumenty dęte nie miały samodzielnej partii, jedynie wspomagały inne instrumenty.  W późniejszym czasie, tutti zostało wzbogacone o flety, oboje i rogi, co nadało concerti grossi nową barwę.
Concertino Corellego składało się z dwóch skrzypiec i wiolonczeli. Z czasem kompozytorzy zaczęli urozmaicać skład o inne instrumenty.
- Johann Sebastian Bach rozszerzył je o obój, fagot, trąbkę, waltornię, flet[13].
- Antonio Vivaldi rozszerzył skład o instrumenty dęte (flet, obój, trąbkę) oraz violę d'amore, mandolinę i lutnię[3].
- Pietro Locatelli dodał altówkę do zespołu concertino[14][11].

### Forma
Utwory Corellego mają od czterech do ponad pięciu części. Stałą trzyczęściową formę concerto grosso ustalił Antonio Vivaldi, wzorując swoje utwory na trzyczęściowej włoskiej symfonii (szybka-wolna-szybka).

### Wykonanie
W ówczesnym czasie partie basso continuo były wykonywane na organach (szczególnie w przypadku concerti da chiesa), ale dziś wykonuje się je praktycznie wyłącznie na klawesynie.

## Przykłady muzyczne
- Arcangelo Corelli Concerti grossi op. 6 – 12 koncertów, 8 pierwszych według schematu sonaty da chiesa, 4 kolejne według schematu da camera (w formie suity poprzedzonej preludium)
- Pietro Locatelli – Concerti grossi op. 1 – 12 koncertów, 8 według schematu da chiesa, 4 według schematu da camera, zbliżone do stylu Corellego
- Giuseppe Torelli – Concerti grossi con una pastorale op. 8 – 12 koncertów, z czego pierwszych 6 to concerti grossi na 2 skrzypiec concertino i zespół ripieno
- Johann Sebastian Bach – Koncerty brandenburskie reprezentują różne typy concerto grosso, np. w I i II zachowana jest równowaga między concertino a ripieno, w III występują trzy trójgłosowe zespoły (nawiązanie do polichóralności), w VI obsada jest wyłącznie smyczkowa
- Antonio Vivaldi – La chasse

### Wybrane dzieła kompozytorów XX-wiecznych
- Ernest Bloch – Concerto Grosso nr.1
- Bohuslav Martinů – Concerto Grosso (1937)
- Alfred Sznitke – Concerto Grosso nr.1
- Philip Glass – Concerto Grosso – Synaesthesia
- Bolesław Szabelski – Concerto grosso na orkiestrę (1954)